# Nafcillina
La nafcillina è un farmaco antibiotico appartenente alla classe dei beta-lattamici.

## Indicazioni
La nafcillina è efficace contro alcune infezioni gravi causate da stafilococchi.
Si tratta di un antibiotico penicillinasi resistente.

## Controindicazioni
Da evitare il contatto con gli occhi, e in caso di ipersensibilità nota al farmaco.

## Effetti collaterali
Fra gli effetti collaterali nausea e vomito.